# Real Bout Fatal Fury
Real Bout Fatal Fury (リアルバウト餓狼伝説?, Riaru Bauto Garō Densetsu) è un videogioco arcade di combattimenti del 1995 edito dalla SNK per Neo Geo. È il quinto capitolo nella serie di videogiochi Fatal Fury, dopo Fatal Fury 3: Road to the Final Victory, e il primo della sottoserie Real Bout. Conversioni del titolo sono state pubblicate per Neo Geo CD, PlayStation (in Giappone ed in Europa) e per Sega Saturn. È stato successivamente incluso in Fatal Fury Battle Archives Vol. 2, una compilation distribuita per PlayStation 2.

## Modalità di gioco
Real Bout Fatal Fury modifica i controlli di gioco rispetto ai precedenti titoli di Fatal Fury, riducendo il numero di pulsanti di attacco da quattro a tre: un pulsante standard per pugni e calci, e un pulsante "Attacco Forte" che può essere un attacco di pugno o calcio più potente, a seconda del personaggio. Il gioco mantiene il sistema di "oversway" a tre piani di Fatal Fury 3: Road to the Final Victory, che presenta una corsia principale per il combattimento, con piani in primo piano e sullo sfondo utilizzati per evitare gli attacchi o balzare verso l'avversario. Un pulsante dedicato viene ora utilizzato per effettuare un "oversway" (o cambiare piano) verso lo sfondo o il primo piano.
Real Bout introduce un indicatore di potenza, che si riempie man mano che il giocatore esegue tecniche normali o speciali contro l'avversario o si difende, simile a molti indicatori di super mosse presenti in altri giochi di combattimento. L'indicatore di potenza permette ai giocatori di eseguire uno dei tre tipi di tecniche speciali, a seconda del livello dell'indicatore di potenza:
- Quando l'indicatore è almeno mezzo pieno e di colore giallo, il giocatore può eseguire dei "Guard Cancels", ovvero dei contrattacchi speciali che possono essere eseguiti dal giocatore dopo aver bloccato un attacco avversario. Non consumano alcuna porzione dell'indicatore di potenza.
- Quando l'indicatore di potenza raggiunge il livello MAX mentre il giocatore ha ancora più di metà della sua barra di vita rimanente, l'indicatore di potenza entrerà nel livello "S. Power". L'energia nell'indicatore di potenza inizierà a esaurirsi gradualmente e durante questo periodo, il giocatore può eseguire dei "Guard Cancels" o una "Super Special Move" (una potente mossa speciale). Tuttavia, una volta eseguita una Super Special Move, l'energia rimanente nell'indicatore di potenza verrà consumata e l'indicatore di potenza tornerà al suo stato iniziale.
- Quando l'indicatore di potenza raggiunge il livello MAX mentre il giocatore ha meno di metà della sua barra di vita rimanente (quando l'indicatore di vita lampeggia in rosso), l'indicatore di potenza entrerà nel livello "P. Power". In questo stato, la barra di potenza si esaurirà gradualmente, ma il giocatore può eseguire sia Guard Cancel che Super Speciali a tempo indeterminato fino all'esaurimento della barra. Il giocatore può anche eseguire un'"Abilità Nascosta", una mossa speciale ancora più potente (simile alle Abilità Nascoste del gioco precedente), che consumerà la barra di potenza rimanente in questo stato.

Real Bout introduce anche livelli con ring-out, una funzionalità di gameplay precedentemente introdotta in picchiaduro 3D come Virtua Fighter, ma le aree fuori dai limiti sono protette da barriere. Se gli attacchi di un combattente costringono l'avversario a colpire una barriera un numero sufficiente di volte, la barriera viene distrutta e il combattente può vincere buttando l'avversario fuori dall'arena. Il normale sistema di combo a catena, anche a mezz'aria, è simile a quello di X-Men: Children of the Atom.

## Personaggi
- Terry Bogard – Il più grande ed impulsivo dei fratelli Bogard, combatte per vendicare la morte di suo padre, ucciso davanti ai suoi occhi da Geese Howard.
- Andy Bogard – Il più giovane dei due fratelli Bogard, cresciuto in Giappone e in Italia ed esperto di Ninjutsu, combatte per vendicare la morte di suo padre.
- Joe Higashi - Giapponese, ma cresciuto in Thailandia, è il campione della Muay Thai ed è un grande amico di Terry e Andy Bogard.
- Mai Shiranui – Ninja femmina fidanzata di Andy Bogard, che può generare attacchi con il fuoco.
- Blue Mary – Fidanzata di Terry Bogard, esperta di Sambo russo, è in realtà un investigatore privato.
- Kim Kaphwan – Campione di Taekwondo, con un forte senso di giustizia.
- Bob Wilson – Cameriere del Pao Pao Cafè 2 è un esperto di Capoeira.
- Cheng Shin Zan – Lottatore di Tai Chi, compete per il premio in denaro del torneo; nonostante la massa è in grado anche di saltare.
- Duck King – Deejay statunitense, ha uno stile inconfondibile di combattimento tra la Capoeira e il ballo.
- Franco Bash – Meccanico aeroportuale statunitense ma di chiare origini italiane e campione di kickboxing, combatte per liberare suo figlio Junior dalle grinfie di Yamazaki, pericoloso sicario internazionale.
- Hon-Fu – Poliziotto di Hong Kong, è sulle tracce di Yamazaki.
- Jin Chonrei – Lottatore cinese con il dono dell'immortalità così come suo fratello Jin Chonshu.
- Jin Chonshu – Fratello minore di Jin Chorei con lo stesso dono del fratello.
- Sokaku Mochizuki – Discendente da una stirpe di esorcisti, usa i suoi poteri speciali durante i combattimenti.
- Laurence Blood – Spagnolo di nobili origini, è un matador ed è la guardia del corpo di Wolfgang Krause.
- Ryuji Yamazaki – Spietato assassino della Yakuza al soldo di Geese Howard.
- Billy Kane – Scagnozzo più fedele di Geese Howard esperto con il bastone.
- Geese Howard – È il boss mafioso della città di South Town ed è colui che ha ucciso Jeff Bogard, il padre di Terry e Andy Bogard. Boss finale.

## Accoglienza
In Giappone, la rivista Game Machine elencò Real Bout Fatal Fury nel numero del 1º febbraio 1996 come la quarta unità arcade di maggior successo del mese. Secondo Famitsū, le versioni AES e CD hanno venduto rispettivamente oltre 22750 e 63091 copie nella loro prima settimana sul mercato.
Electronic Gaming Monthly ha assegnato alla versione AES il premio "Gioco del mese". I quattro recensori hanno elogiato i box, la personalità rinnovata dei personaggi, la grafica di fascia alta e l'umorismo. Andrew Baran ha descritto il gioco come "intenso, sia in termini di velocità che di pirotecnica". GamePro lo ha ritenuto un notevole miglioramento rispetto a Fatal Fury 3: Road to the Final Victory, citando la maggiore efficacia dei personaggi Bob e Mary, il sistema di combo più raffinato e l'inclusione di mosse eliminate dal gioco precedente. Hanno criticato la riduzione da quattro a tre pulsanti di azione, il riutilizzo di Geese Howard come boss finale e la musica ("varia dal rock banale al drek odioso"), ma hanno concluso che "Con la sua enfasi sul gameplay, questo è uno dei migliori giochi di Fatal Fury di sempre". Un recensore di Next Generation ha fatto eco a questo sentimento: "I personaggi della serie Fatal Fury sono tutti qui e le loro mosse sono state tutte bilanciate per rendere questo uno dei migliori titoli di Fatal Fury di sempre". Ha caratterizzato il gioco come una raffinatezza derivata dalle innumerevoli ore che SNK aveva trascorso a creare giochi di combattimento 2D. Mentre hanno deriso la mancanza di originalità del gioco, in particolare la sua somiglianza con il precedente capitolo Fatal Fury 3, Maximum lo ha valutato come "un titolo di combattimento completo e divertente". Hanno particolarmente apprezzato il sistema di oversway, le barriere che impediscono facili ring out, la difficoltà bilanciata della modalità singola e le battaglie per due giocatori.